# Nic dwa razy
Nic dwa razy è un singolo della cantante polacca Sanah, pubblicato il 13 ottobre 2022 come ottavo estratto dal quarto album in studio Sanah śpiewa poezyje.

## Video musicale
Il video musicale, diretto da Adam Słaboń, è stato reso disponibile in concomitanza con l'uscita del brano attraverso il canale YouTube dell'artista.

## Tracce
Testi di Wisława Szymborska, musiche di Zuzanna Irena Jurczak.
1. Nic dwa razy – 3:09

## Formazione
- Sanah – voce
- Marek Dziedzic – produzione, missaggio
- Arkadiusz – mastering

## Classifiche

### Classifiche settimanali
| Classifica (2023) | Posizione massima |
| ----------------- | ----------------- |
| Polonia           | 2                 |

### Classifiche di fine anno
| Classifica (2023) | Posizione |
| ----------------- | --------- |
| Polonia           | 11        |